# Atacamakolibri
Der Atacamakolibri (Rhodopis vesper) ist ein Vogel aus der Familie der Kolibris (Trochilidae) und die einzige Art der somit monotypischen Gattung Rhodopis. Das Verbreitungsgebiet dieser Art umfasst die Länder Peru und Chile. Der Bestand wird von der IUCN als „nicht gefährdet“ (least concern) eingeschätzt.

## Merkmale

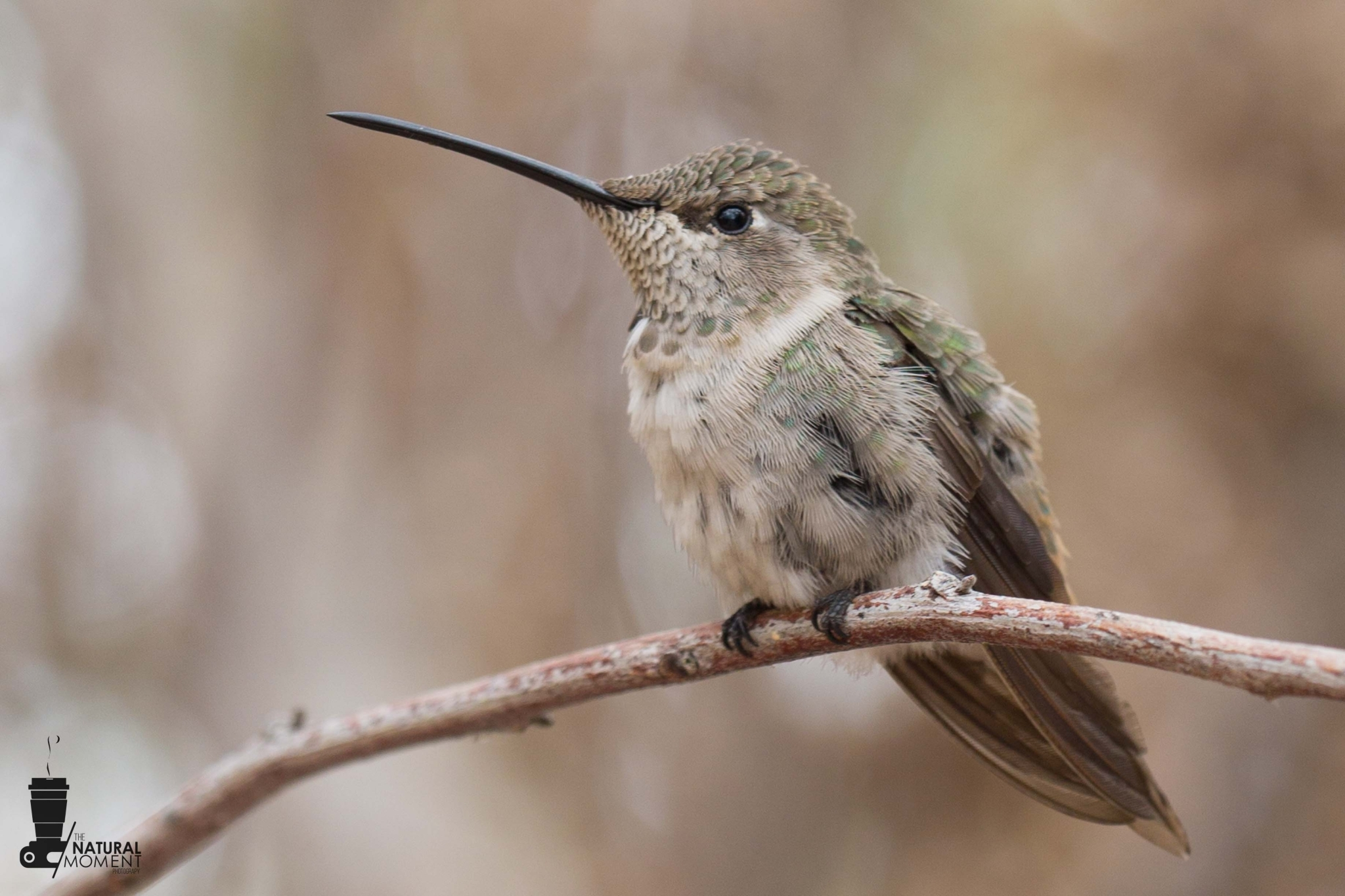
Atacamakolibri, Weibchen

Der Atacamakolibri erreicht eine Körperlänge von etwa 13 cm, wobei der leicht bogenförmige Schnabel 33 mm ausmacht. Die Unterarten sind etwas kleiner. Die Oberseite ist grau-braun, wobei der Rücken hell grün bis goldenbronze glänzt. Der Bürzel ist rotbraun gefärbt. Die helle Unterseite ist weißlich grau. Die Kehle des Männchens ist violett, doch geht die Färbung seitlich ins Bläuliche über. Dies steht in starkem Kontrast zur weißen Brust. Die äußeren schwarzen, 4 cm langen Steuerfedern des gabelförmigen Schwanzes wirken sehr dünn. Im Schlichtkleid ist die Kehle des Männchens braun geschuppt. Beim Weibchen und den Jungtieren ist die Unterseite durchgehend hellgrau, wobei die Färbung im Bereich der Kloake weiß ist. Der kurze, zweilappige Schwanz ist bronzegrün und weist Richtung Ende ein schwarzes Band auf. Die Enden der äußeren drei Schwanzfedern zieren deutliche weiße Flecken. Männliche Jungtiere haben eine leicht gefleckte Kehle, die gelegentlich von glitzernden, runden Flecken durchzogen sind. Der halblange Schwanz ist deutlicher gemustert als dies bei den Weibchen der Fall ist.

## Verhalten
Man sieht Atacamakolibris oft auf den oberen Ästen oder Stromleitungen sitzen. Die Männchen fliegen während der Balz in einer U-förmigen Flugbahn vor den Weibchen. Meist fliegen Atacamakolibris zur Nahrungsaufnahme Leguminosen-Bäume, Agaven, Tabakpflanzen und Kakteen an. Gelegentlich sieht man sie auch an Blumen oder reifen Früchten, die auch von Ameisen oder anderen Vögeln aufgesucht werden.

## Verbreitung und Lebensraum
Atacamakolibris kommen unregelmäßig bis häufig westlich der Anden vom Meeresspiegel bis in Höhen von 3800 Metern vor. Hier sieht man sie im Gebüsch, an Waldrändern, in Agrarlandschaften und in Gärten. Dabei bevorzugen sie die Vegetation der nebligen Gebiete und die feuchte Loma-Zone an der peruanischen Küste.

## Fortpflanzung

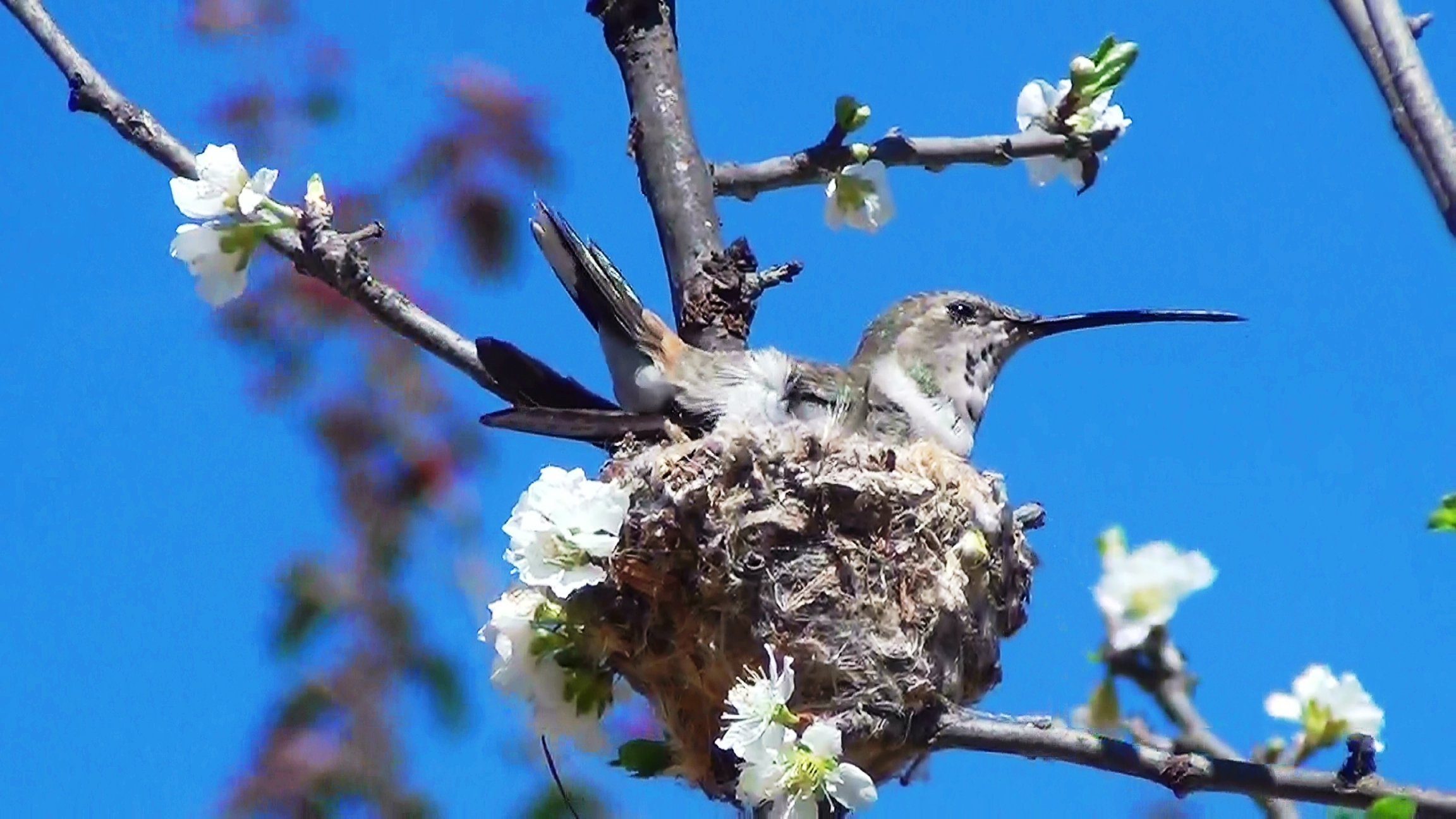
Weiblicher Atacamakolibri auf dem Nest

Atacamakolibris brüten das ganze Jahr, aber am häufigsten im Zeitraum zwischen August und Dezember. Ihre taschenförmigen Nester bauen sie beispielsweise in den überhängenden Ästen der zur Gattung Inga gehörenden Art Inga feuilleei.

## Lautäußerungen
Der Ruf klingt wie ein schnelles flüssiges Geschnatter, durchzogen von kräftigen tschuh-Lauten. Das Geschnatter klingt melodisch wie tsii-tsii-dii-dii, welches sich erst steigert und dann abflaut.

## Unterarten

Verbreitungsgebiet des Atacamakolibris

Es sind drei Unterarten beschrieben worden, die sich in ihrer Färbung, ihrer Größe und ihrem Verbreitungsgebiet unterscheiden:
- Rhodopis vesper vesper (Lesson, 1829) – Die Nominatform findet man von Piura bis in die Región de Tarapacá.[1]
- Rhodopis vesper koepckeae Berlioz, 1974 – Die Unterart hat einen etwas kürzeren, 19 mm langen Schnabel sowie deutlich weniger Rostbraun am Bürzel. Das Verbreitungsgebiet beschränkt sich auf die Küstenzonen Perus nahe dem Cerro Illescas in der Sechura-Wüste in der Region Piura.[1]
- Rhodopis vesper atacamensis (Leybold, 1869) – Die etwas kleinere Unterart kommt von Chañaral in der Región de Atacama über Copiapó bis in die Región de Coquimbo vor.[3] Ihr Schnabel wird nur ca. 22 mm lang.[1]

Gelegentlich findet man in der Literatur die Unterart Rhodopis vesper tertia Hellmayr, 1932, die aber heute als Synonym für die Nominatform gilt.

## Etymologie und Forschungsgeschichte
René Primevère Lesson stand zur Erstbeschreibung kein Typusexemplar zur Verfügung. Stattdessen stützte er sich auf eine Zeichnung von Jean-Gabriel Prêtre (1768–1849). Das Protonym lautet Ornismya vesper. Erst im Jahr 1854 ordnete Heinrich Gottlieb Ludwig Reichenbach die Art der Gattung Rhodopis zu. Dieser Name bezeichnet die Hetäre Rhodopis, altgriechisch Ῥοδῶπις, und bedeutet „von rosigem Aussehen“. Das Artepitheton vesper ist lateinischen Ursprungs und bedeutet so viel wie „Abend“. Dies leitet sich wiederum von dem Planeten Venus, dem hellsten Stern des Abendhimmels, ab. Die Unterart koepckeae wurde nach Maria Koepcke benannt, die einige Exemplare im Norden Perus gesammelt hatte. Atacamensis steht für die Región de Atacama. Leybold erhielt das Typusexemplar aus Copiapó von einem Adolfo Paulsen.